# Orlando Maia Alexandre
Orlando Maia Alexandre, nasceu a 10 de dezembro de 1948 (76 anos) na freguesia de Garvão, Ourique é um ciclista e director desportivo de Portugal.

## Carreira desportiva
- Inscreveu-se na Federação de Ciclismo em 31 de Janeiro de 1968
- 1968-1973, Sport Lisboa e Benfica, Portugal - Ciclista
- 1976,  Manique, Portugal - Ciclista
- 1985, Seleção de Portugal - 35ª Volta a Colômbia - Director Desportivo
- 1985, Sporting-Raposeira - Director
- 1986, Lousa-Trinaranjus-Akai - Director
- 1987, Louletano - Construções Fol - Vale do Lobo - Team Manager
- 1988, Louletano - Vale do Lobo - Team Manager
- 1989, Atum Bom Petisco-Tavira, Tavira, Portugal - General Manager
- 1990, Atum Bom Petisco-Tavira - Team Manager
- 1991, Atum Bom Petisco-Tavira - Team Manager
- 1992, Sicasal-Acral - Team Manager
- 1999, Porta da Ravessa-Milaneza - Team Manager
- 2000, Porta da Ravessa - Director Desportivo

## Palmares
- Um segundo lugar no Team Time Trial da Cinturón Internacional da Cataluña, Cataluña de 1970
- Um terceiro lugar no Circuito do Cartaxo, Portugal de 1971
- Um terceiro lugar no Circuito  de Lisboa, Portugal de 1972